# Diplectrona adusta
Diplectrona adusta là một loài cánh lông thuộc họ Hydropsychidae. Loài này phân bố ở miền Ấn Độ - Mã Lai.